# Jørgen Løvland
Jørgen Løvland (1848-1922) foi um político norueguês, primeiro-ministro de seu país entre 1907 e 1908.
Recebeu condecorações da Ordem de Santo Olavo em 1898, 1900 e 1907